# 国粹派 (近代中国)
国粹派是20世纪初的晚清时代出现的一个保守主义学术流派，口号是“研究国学，保存国粹”。

## 简介
代表人物有邓实、黄节、刘师培、章炳麟等人。国粹派认为，吸收西学固然重要，但亦不能忘记本国传统，而要将古今中外的学问“会而通之”，由此从事学术和政治活动。
1905年至1912年，国粹派利用刊物《国粹学报》集合了一批学者，另设有组织国学保存会。这一派别引发出五四时期的东方文化派及其后的现代新儒家。
不少国学保存会的会员参加了同盟会、光复会和南社。国粹派反对“醉心欧化”，但他们提升诸子，贬抑孔子，章太炎甚至著有《问孔》、《订孔》的批孔雄文。